# Изпълнителен директор
Длъжността изпълнителен директор (на английски се среща като chief executive officer, CEO) обикновено се заема от най-висшестоящия член на всекидневната управа в корпорация. Той обикновено има върховна изпълнителна власт вътре в организацията или компанията.
Изпълнителният директор обикновено се отчита и е член на съвета на директорите на компанията. Той може да бъде председател на съвета на директорите или президент на компанията (ако тя е малка), но в големите организации тези длъжности се разпределят, за да се предотврати управлението на компанията от само един човек, както и да се избегне сблъсък на интереси срещу собственици (акционерите).